# Timidité (botanique)
Pour l’article homonyme, voir Timidité.

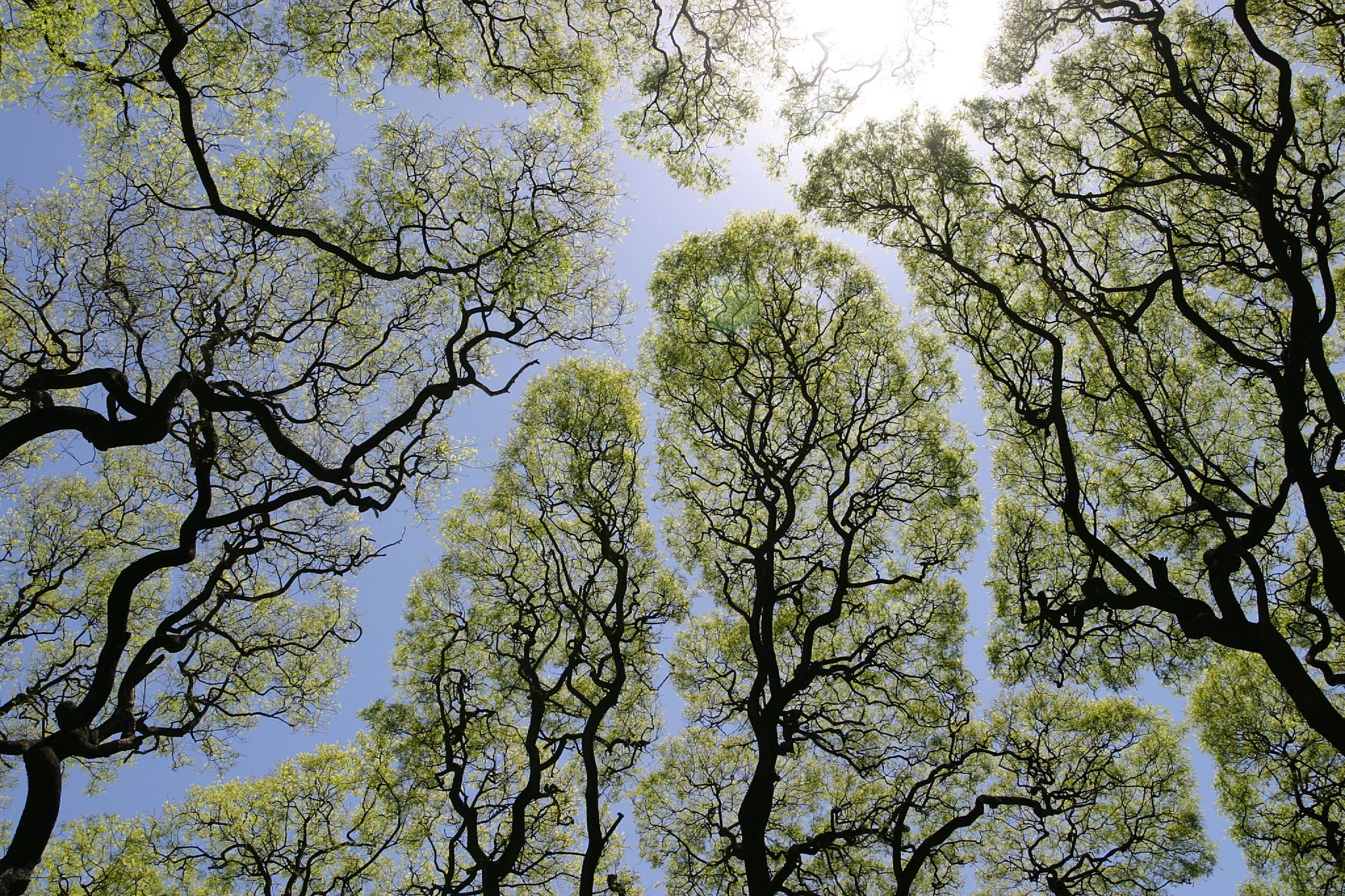
Fentes de timidité à Buenos Aires en Argentine, observées en regardant la cime de l'arbre depuis le sol.

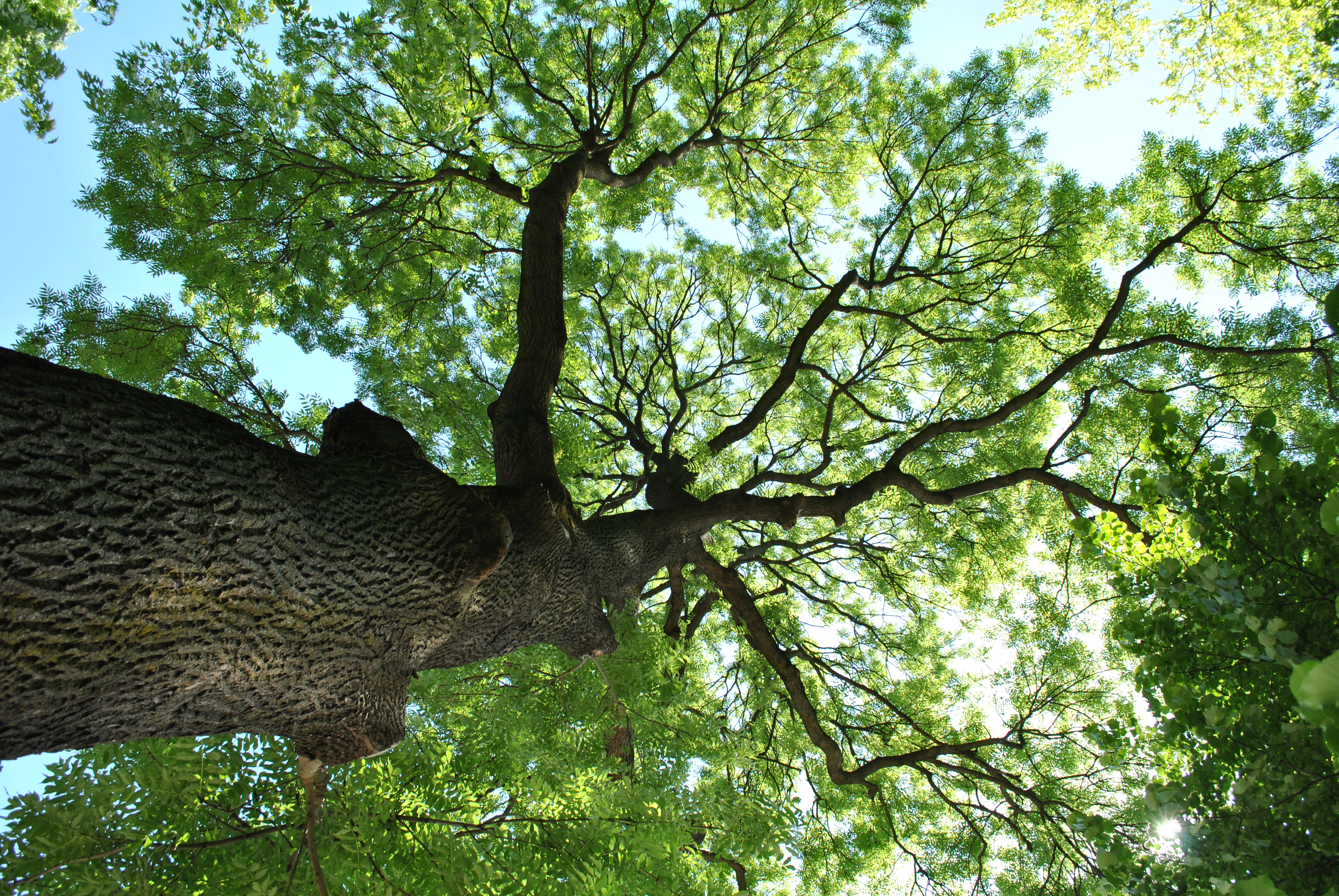
On peut observer, de manière moins évidente, cette particularité comportementale de timidité au niveau des branches au sein d'un même arbre (ici un frêne).

La timidité est en botanique un phénomène intraspécifique, encore mal compris de nos jours, par lequel certains arbres (en 2015, une centaine d'espèces selon Francis Hallé) maintiennent entre eux, voire entre leurs propres branches maîtresses ou leurs unités architecturales périphériques, une certaine distance, appelée « fente de timidité », typiquement entre 10 et 50 cm bien que ces limites soient peu définies.  
Ce terme anthropomorphique vient de l'expression anglophone crown shyness (« timidité des cimes ») créée en Australie dans les années 1960 quand on a commencé à y étudier ce phénomène.

## Phénomène
On ne rencontre des fentes de timidité que chez certaines essences (souvent des diptérocarpacées tropicales et en Europe chez les chênes verts et les pins parasols de préférence dans les futaies équiennes), mais il est rare que deux houppiers s'interpénètrent complètement. La timidité des cimes se rencontre aussi au sein d'un houppier, entre les cimettes d'un gros arbre ou les couronnes des troncs d'une cépée.
Un phénomène similaire existerait pour d’autres essences au niveau des racines.
Francis Hallé y voit une forme de solidarité, au point de proposer de remplacer le terme de « fente de timidité » par celui de « fente de solidarité ».

## Hypothèses explicatives

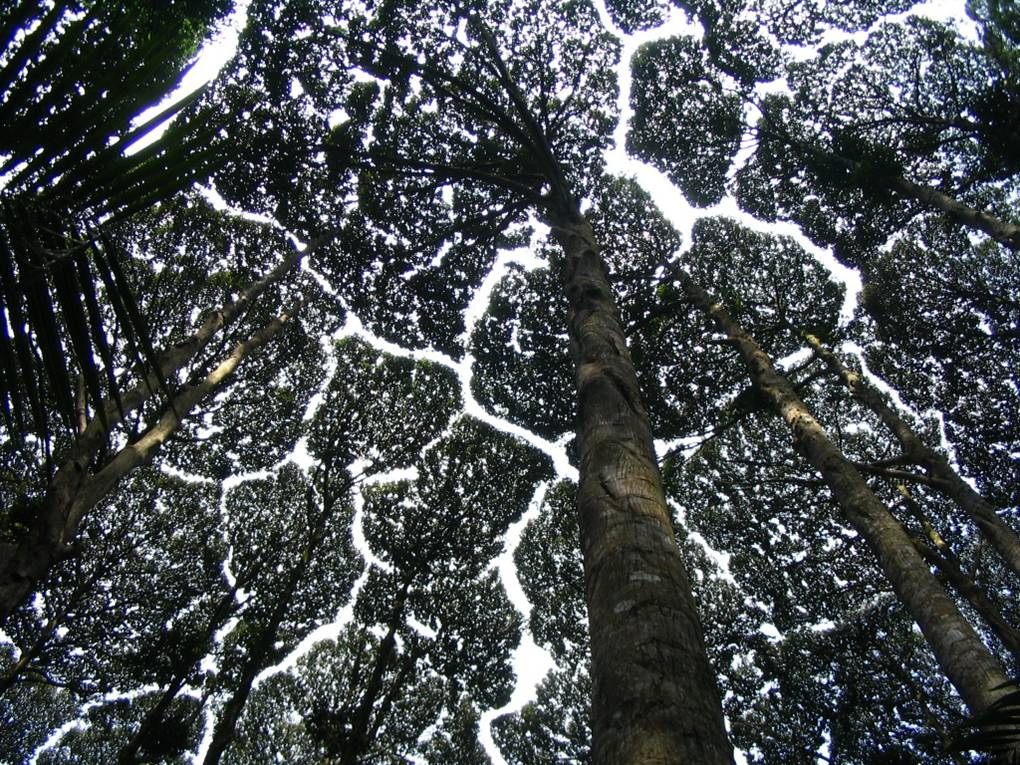
Canopée de Dryobalanops aromatica en Malaisie.

L'hypothèse mécaniste d'échanges gazeux de phytohormones entre les feuilles des branches presque voisines a été avancée : les fentes maintiendraient une distance suffisante pour éviter les frottements entre elles. Mais cette hypothèse n'a pas encore été suffisamment testée pour conclure. Chez certaines espèces, l'abrasion des bourgeons, feuilles ou rameaux à l'occasion des balancements de branches par le vent pourrait être en cause, par exemple dans la mangrove de la forêt noire du Costa Rica pour Avicennia germinans, où la largeur de la fente de timidité (lacunes entre les couronnes) est positivement corrélée avec la distance entre branches adjacentes se balançant au vent : plus les lacunes sont importantes, plus les distances entre branches adjacentes est élevée. Chez le pin Pinus contorta var. latifolia, les fentes de timidité sont associées à une inhibition du développement foliaire. 
Selon une autre hypothèse, ce comportement d'évitement pourrait être interprété comme un moyen de laisser la lumière mieux pénétrer la forêt. Cette réponse d'évitement de l'ombre serait liée à la perception du voisin dont les feuilles vertes reflètent une large part des infrarouges proches auxquels sont sensibles les phytochromes. Une autre hypothèse sanitaire propose que ce comportement pourrait apporter un avantage sélectif et évolutif face aux maladies contagieuses des arbres (phytopathologies) ou en cas de présence de parasites non volants, les arbres « timides » étant alors moins susceptibles d'être contaminés malgré une répartition assez dense dans l'espace.